# Сирийская невеста
«Сирийская невеста» (ивр. הכלה הסורית‎) — фильм, снятый в 2004 году.

## Сюжет
Действие происходит в друзской деревне Мадждаль-Шамс, расположенной на Голанских высотах.
Мона — молодая женщина, собирающаяся выйти замуж за популярного сирийского актёра. Но после перехода границы она никогда не сможет вернуться в родные места.
Её сестра Амаль несчастлива в браке, конфликтует с мужем из-за приверженности западной моде, желания учиться в Хайфском университете и дочери, встречающейся с парнем из произраильски настроенной семьи.
Их отец Хамед — активист воссоединения с Сирией, отбывший срок в тюрьме за свою деятельность. Офицер полиции ищет повод, чтобы снова арестовать его.
Сын Хамеда, Хатем, женился на русской и был изгнан из общины. Он приезжает с женой и сыном на свадьбу сестры, но старейшины запретили Хамеду принимать сына под угрозой изгнания. Ещё один сын Хамеда, Марван, волочится за женщинами. Одна из его бывших подруг работает в ООН и участвует в процессе перехода границы Моной.
В процессе пограничного перехода возник конфликт между новой процедурой оформления выезда из Голанских высот и нежеланием сирийских военных признавать её. Но Мона решает контролировать свою судьбу сама.

## Награды
- 2 награды на кинофестивале в Генте 2004 года
- 2 награды на кинофестивале в Керале 2004 года
- Награда кинофестивале в Локарно 2004 года
- 4 награды на кинофестивале в Монреале 2004 года